# Phalacrotophora tesselata
Phalacrotophora tesselata är en tvåvingeart som beskrevs av Borgmeier 1971. Phalacrotophora tesselata ingår i släktet Phalacrotophora och familjen puckelflugor. Inga underarter finns listade i Catalogue of Life.